# Метилирование
Метили́рование — введение в органические соединения метильной группы -СН3 вместо атома водорода, металла или галогена. Частный случай алкирования. Метилирование в терминальном положении приводит к удлинению углеродной цепи в молекуле на 1 атом.
Для метилирования в промышленности обычно применяют метанол или диметилсульфат. В живых организмах в качестве метилирующего агента может выступать, например, незаменимая аминокислота метионин.

## Метилирующие агенты
- Иодметан CH3I
- Бромметан CH3Br
- Хлорметан CH3Cl
- Диметилсульфат (CH3O)2SO2
- Метилтозилат CH3OSO2-C6H4-CH3
- Метилсерная кислота CH3OSO3H
- Метанол CH3OH
- Диметиловый эфир (CH3)2O
- Диазометан CH2N2
- Метионин HO2CCH(NH2)CH2CH2SCH3
- Бетаин=Триметилглицин (CH3)3NCH2COO